# Джейн Ваєтт
Джейн Ваєтт (англ. Jane Wyatt; 12 серпня 1910 — 20 жовтня 2006) — американська акторка, тричі лауреатка премії «Еммі».

## Біографія
Джейн Веддінгтон Ваєтт (англ. Jane Waddington Wyatt) народилася 12 серпня 1910 року в невеликому містечку Кампгоу в Нью-Джерсі, дитинство провела в Нью-Йорку. Її батько, Крістофер Біллопп Ваєтт молодший, був банкіром на Волл-стріт, а мати, Еуфемія Ван Ренсселаер — критикинею в газеті «Catholic World». Ваєтт здобула освіту в одній з приватних шкіл Манхеттена, а пізніше два роки навчалася в коледжі Бернард. Потім вона вступила до театральної школи в місті Стокбридж в Массачусетсі, де навчалася протягом шести місяців, а також багато грала на місцевій театральній сцені.
Вперше на Бродвеї Джейн Ваєтт з'явилася в якості дублерки Роуз Гобарт у постановці «Пассат». За свою гру на сцені вона отримала хороші відгуки критики і незабаром вирішила зайнятися кінокар'єрою, підписавши в 1934 році контракт з Universal Pictures. Успіх до неї прийшов у 1937 році, після ролі Сондри Бізот у фільмі «Втрачений горизонт». Інші її примітні ролі були у фільмах «Тільки самотнє серце» (1944), «Бумеранг» (1947) і «Джентльменська угоду» (1947). На початку 1950-х років її кінокар'єра різко пішла на спад, через те що Ваєтт активно виступала проти політики сенатора Джозефа Маккарті. У 1950-ті роки вона перестала з'являтися на великому екрані і повернулася на театральні сцени Нью-Йорка.
З середини 1950-х років акторка почала кар'єру на телебаченні, де стала найбільш відомою за роль Маргарет Андерсон в серіалі «Батькові видніше», в якому знімалася з 1954 по 1960 рік. Ця роль принесла Джейн Ваєтт три премії «Еммі» в номінації найкраща акторка в телесеріалі. Також помітною стала її роль Аманди Грейсон в одному з епізодів серіалу «Зоряний шлях». У 1986 році вона виконала цю роль у фільмі «Зоряний шлях 4: Подорож додому», знятому за мотивами серіалу. Акторка продовжила кар'єру на телебаченні до середини 1990-х, знявшись за цей час в серіалах «Човен кохання», «Острів фантазій», «Сент-Елсвер», «Готель» і деяких інших.
Після 1996 року Джейн Ваєтт більше не знімалася. Вона усамітнилася разом з чоловіком Едгаром Бедханом в передмісті Лос-Анджелеса Бел-Ейр, де і померла 20 жовтня 2006 року в віці 96 років.

## Вибрана фільмографія
1. 1937: Втрачений горизонт / Lost Horizon — Сондра
2. 1947: Джентльменська угода / Gentleman's Agreement — Джейн
3. 1976: Скарби Матекумбе / Treasure of Matecumbe — тітка Еффі
4. 1986: Зоряний шлях 4: Подорож додому / Star Trek IV: The Voyage Home — Аманда Грейсон